# Monestir Sera
El Monestir Sera (tibetà: སེ་ར་དགོན་པ, xinès simplificat i tradicional: 色拉寺, pinyin: Sèlā Sì) és un dels «tres grans» gompa gelugs —universitats monàstiques— del Tibet, situat a 2 quilòmetres al nord de Lhasa i al voltant de 5 quilòmetres al nord del Temple de Jokhang. Els altres dos monestirs són el Monestir Ganden i el Monestir Drepung. L'origen del nom del monestir s'atribueix al fet que el lloc on va ser construït està envoltat per roses salvatges. El Monestir Sera original és responsable de 19 ermites, incloent quatre convents de monges localitzatdes al peu dels pujols al nord de Lhasa.
Va ser fundat el 1419 per Jamchen Chojey de Sakya Yeshe de Zei Gungtang (1355-1435), un deixeble de Je Tsongkhapa, com un complex d'estructures amb el Gran Saló de l'Assemblea i tres col·legis. Durant la revolta de 1959 a Lhasa, el monestir va sofrir severs danys, amb els seus col·legis destruïts i centenars de monjos morts. Després que el Dalai-lama va haver de marxar i asilar-se a l'Índia, molts monjos de Sera que havien sobreviscut a l'atac van marxar a Bylakuppe a Mysore, Índia. Després de les tribulacions inicials, van establir un Monestir Sera en paral·lel en conjunt amb els col·legis Sera Me i Sera Je i el Gran Saló de l'Assemblea, molt similar al monestir original, amb l'ajuda del govern de l'Índia. Ara hi ha més de 3.000 monjos vivint a Sera de l'Índia. Aquesta comunitat també ha expandit les seves activitats missioneres a diversos països en establir centres per propagar el coneixement del budisme.

## Antecedents
| Esquerra: Complex del monestir. Dreta: Casa d'Exercicis del monestir de Sera i la vall de Lhasa, baix |  | Esquerra: Complex del monestir. Dreta: Casa d'Exercicis del monestir de Sera i la vall de Lhasa, baix |
| Esquerra: Complex del monestir. Dreta: Casa d'Exercicis del monestir de Sera i la vall de Lhasa, baix |  | |

El Monestir Sera original és un complex d'estructures fundades el 1419 per un deixeble de Je Tsongkhapa. Anterior a l'establiment d'aquest monestir, Tsongkhapa, assistit pels seus deixebles, va construir ermites en llocs alts, sobre l'ermita Sera Utsé. El complex està dividit en dos sectors; la part de l'est conté el Gran Saló de l'Assemblea i habitatges i la part oest té els tres col·legis: el Sera Je Dratsang, el Sera Me Dratsang i el Ngakpa Dratsang, tots instituïts per Tsongkhapa com a universitats monàstiques que proveïen als monjos d'entre 8 i 70 anys. Totes les estructures dins d'aquest complex formaven un circuit de peregrinació en el sentit de les agulles del rellotge, començant pels col·legis, i seguit pel Gran Saló, els habitatges i finalment acabant a l'ermita de Tsongkhapa, per sobre del Gran Saló de l'Assemblea.
Els col·legis Je i Me van ser concebuts per entrenar monjos durant més de 20 anys al programa de tsennyi mtshan nyid grwa tshang (coneixement filosòfic), el qual conclou amb el títol geshe. El col·legi Ngakpa, que va precedir als altres dos, estava exclusivament dedicat a la pràctica del ritual tantra. Abans de 1959, l'administració de cada col·legi comprenia un abat amb un consell de deu lames per a cada col·legi.
En passar els anys, el monestir es va convertir en una ermita on residien al voltant de 6.000 monjos. El monestir era una de les millors ubicacions en el Tibet per ser testimoni de les sessions de debat, les quals es duien a terme d'acord amb un horari fix. Pertany a l'orde Gelug i va ser un dels més grans de Lhasa.

## Història

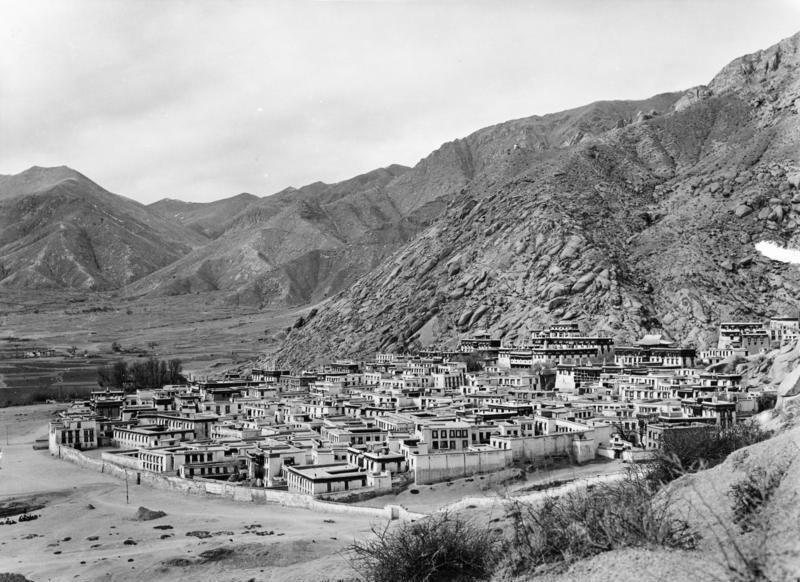
Monestir Sera el 1938

La història del monestir està fortament connectada al Mestre Lama Tsongkhapa (1357-1419), el fundador de l'orde Gelug, venerat i gran savi guru en les escriptures budistes. Sota la seva divina tutela el seu deixeble Jetsun Kunkhen Lodroe Rinchen Senge va establir el complex del monestir Sera Jey a principis del segle xv. Kunkhyen Lodroe Rinchen Senge va servir inicialment com a mestre en el monestir Drepung abans que es construís Sera Jey. La llegenda religiosa narrava com el lloc va ser escollit a causa d'una visió que Tsongkhapa va tenir, on va veure el text complet dels 20 shlokes del Prajnaparamita en el Shunyata, projectat en el cel. Aquest encanteri psíquic li va donar una nova perspectiva del text Tsawasehrab (Fonaments de Madhyamika o Shunyata). Només 12 anys més tard un dels seus pupils, Jamchen Choje, va complir la profecia del seu guru en establir el Sera Je com un centre d'aprenentatge del coneixement dels ensenyaments complets i les pràctiques de la tradició Mahayana.
Providencialment, el rei Nedong Dagpa Gyaltsen va brindar el seu suport econòmic a l'empresa i també, el 1419, va participar en la cerimònia de la fundació de la construcció del monestir. Més detalls pel que fa al desenvolupament de l'edifici incloent la instal·lació d'imatges/ídols sagrats i altres objectes de reverència es van completar d'acord amb els desitjos suprems del Gran Lama Tsongkhapa. El monestir aviat fou conegut com la Plaça de Theckchen ling (Tradició Mahayana). Una altra versió per al nom 'Sera' que es va convertir en un prefix per a 'Monestir' és a causa de la seva localització, envoltat d'arbustos de gerds anomenats 'Sewa' en tibetà, que formaven una mena de 'Rawa' (tanca).

### Esdeveniments després de 1959
| Esquerra: monestir de Sera a l'Índia. Dreta: La sessió de debat a Bylakuppe durant l'hivern, una pràctica heretada del Sera del Tibet |  | Esquerra: monestir de Sera a l'Índia. Dreta: La sessió de debat a Bylakuppe durant l'hivern, una pràctica heretada del Sera del Tibet |
| Esquerra: monestir de Sera a l'Índia. Dreta: La sessió de debat a Bylakuppe durant l'hivern, una pràctica heretada del Sera del Tibet |  | |

El 14° Dalai-lama va fugir a l'Índia el 1959 i va cercar asil al país. Durant el mes de març del mateix any, el monestir Sera Jey va ser destruït per un bombardeig on van resultar morts centenars de monjos (el 1959, la quantitat de monjos que vivien a Sera Jey era de 5.629) a part de la destrucció d'antics textos i la pèrdua d'innombrables, inavaluables i antigues obres d'art. Molts dels que van sobreviure (monjos i civils) aquest atac per part dels xinesos van fugir a l'Índia sota severes condicions climàtiques, ja que era hivern, a través dels Himàlaies. Després d'aquest èxode massiu de persones del Tibet incloent a centenars de lames, monjos i geshes de Sera Jey, quan van arribar a l'Índia es van restablir a Bylakuppe, prop de Mysore, com un establiment exclusiu dels tibetans amb assistència remesa pel govern de l'Índia. Va ser el 1970 que el grup de 197 monjos Sera Jey amb 103 monjos Sera Mey va establir un monestir especial amb la població de Bylakuppe com a contrapart del monestir tibetà Sera Jey. Com cap dels monjos de Ngagpa Dratsang (Col·legi tàntric) havia sobreviscut la invasió, només el Col·legi Sera Mey i el Col·legi Sera Jey es van tornar a formar a l'Índia. El monestir Bylakuppe té prop de 5.000 monjos budistes d'entre els quals hi ha diversos migrats i molts altres tibetans que no van néixer en la seva pàtria ancestral.
Amb terrenys forestals assignats pel govern de l'Índia, dues branques del monestir Sera, que representen els monjos migrats dels col·legis tibetans Sera Je i Sera Se es van establir; 193 monjos Sera Je van obtenir 59,80 hectàrees i 107 monjos Sera Me van obtenir una assignació de l'àrea balancejada. A més, es van construir 38 habitatges amb permisos del govern de l'Índia, per als monjos, per residir i seguir la seva vocació d'acònits en conjunt en llaurar la terra assignada per conrear menjar per a la seva supervivència. Ben establert com un monestir organitzat gràcies als esforços dels monjos, es va completar el 1978 un Saló d'Assemblea de Resar, que podia acomodar 1.500 monjos. Aquest monestir és avui dia el monestir nodal amb la seva afiliació a diversos monestirs més petits escampats al voltant de diverses regions del Tibet; la seva popularitat es pot mesurar amb els 3.000 o més monjos que hi viuen. Encoratjats per l'èxit i notant la pressió de la infraestructura existent, en addició es va construir un Saló d'Assemblea molt més gran que pot acomodar 3.500 monjos. Amb aquest desenvolupament, Sera ara té dues facetes, l'original «Sera tibetà» i Bylakuppe el «nou Sera» de la «diàspora tibetana» amb la seva contrapart, els monestirs Jé i Mé, i amb el Col·legi Ngakpa afegit com una altra contrapart. La comunitat Sera-Índia del monestir Bylakuppe s'ha tornat global amb la seva activitat missionera en establir centres en molts indrets del món, per tal d'eliminar l'aïllament cultural d'abans del 1959 del Tibet.
El monestir Sera del Tibet, que podia allotjar més de 5.000 monjos el 1959, a pesar que va acabar amb molts danys després de la invasió del Tibet i de la Revolució de 1959, es manté funcional després de la seva restauració. En el 2011, segons fonts locals, hi havia prop de 3.000 monjos. La raó per aquest declivi s'atribueix als disturbis tibetans de 2008.

## Arquitectura
El complex del monestir abasta 11,33 hectàrees de terra que tenen diverses institucions. Les estructures destables eren el Gran Saló de l'Assemblea, els tres Zhacangs (col·legis) i Kamcun (dormitoris) també anomenat Homdong Kangtsang. En el passadís principal, hi havien escriptures escrites amb pols d'or, estàtues, draps aromàtics i murals. Les descripcions donades es relacionen amb l'escenari que existia en el monestir abans de la invasió per part de la Xina el 1959 però la major part dels monestirs s'han declarat com restaurats encara que es diu que la força dels monjos és petita.

### Gran Saló de l'Assemblea

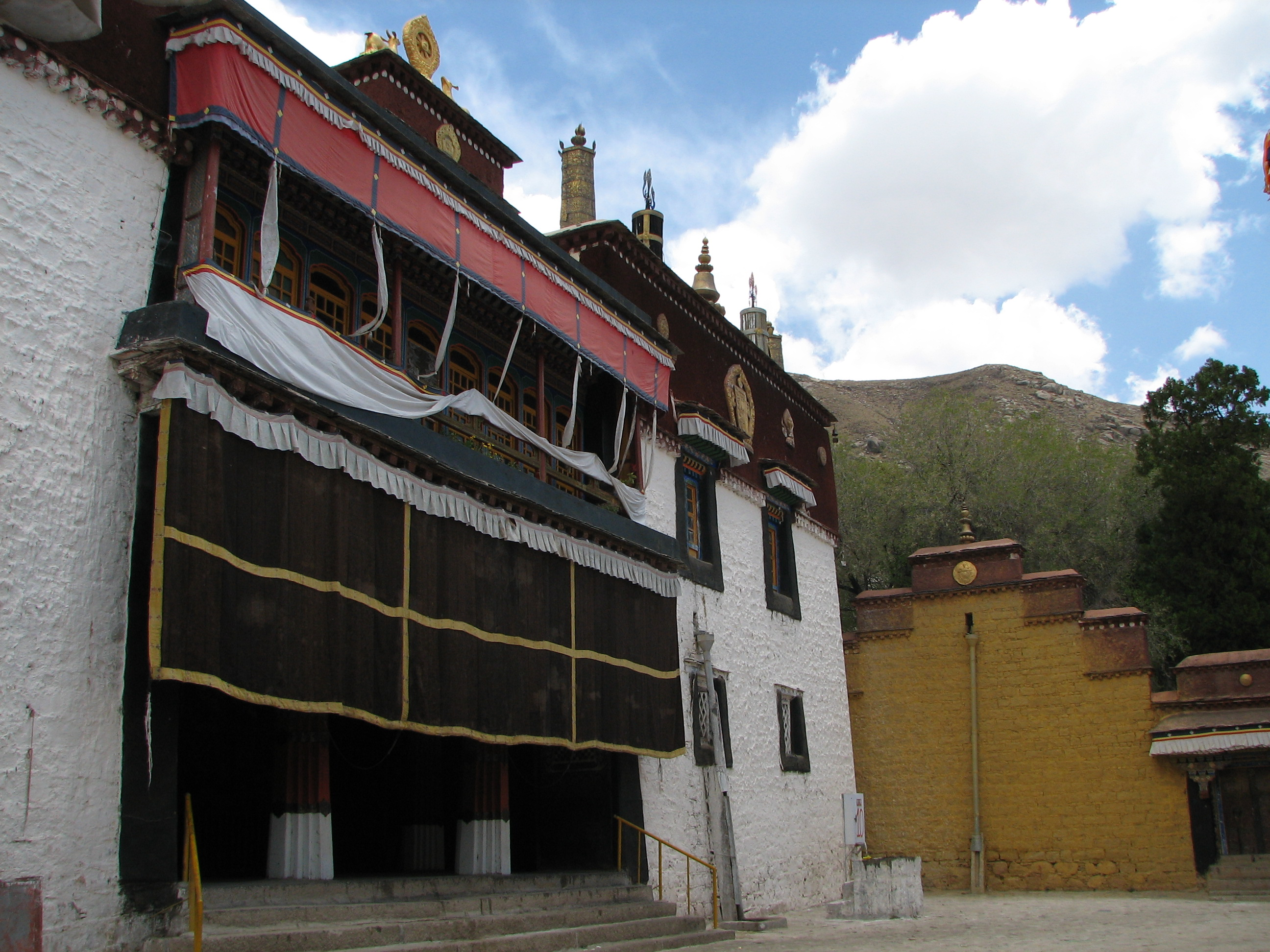
Monestir Sera

El Gran Saló de l'Assemblea o 'Tsokchen', datat el 1719, és una estructura de 4 plantes al nord-est del monestir, de cara a l'est, i és on es duen a terme diversos rituals religiosos. El saló fa 2.000 metres quadrats, va ser construït amb 125 pilars (86 columnes altes i 39 columnes curtes) i va ser erigit per Lhazang Qan. El pòrtic d'entrada tenia deu columnes. Les cinc capelles d'aquest edifici tenen estàtues o imatges de Maitreya, Siddharta Gautama, Arhats, Tsongkhapa i Kwan-yin amb mil mans i onze cares. Les antigues i delicades escriptures del 'Gangyur de Tripitaka' també coneguda com a 'Kangyur' (datada el 1410) amb 105 volums escrits en tibetà són una possessió atresorada del monestir. Es diu que Chengzhu, emperador de la dinastia Ming, va presentar aquestes escriptures, impreses en blocs de fusta amb coberta d'or gravat en laca vermella i feta a la Xina, per a Jamchen Chojey, constructor del monestir.
L'entrada al saló era a través d'un pòrtic construït amb 10 columnes. Suspeses del sostre en les parets laterals es trobaven grans thangkes. Una lluerna al centre proveïa llum en el saló durant el dia. La imatge del fundador del monestir, Jamchen Choje Shakya Yeshe, va ser deïficada com la imatge central. Altres deïtats instal·lades eren de Maitreya (5 metres d'altura) flanquejada per estàtues de dos lleons, Dalai Lames V, VII, i XII, Tsongkhapa (amb els seus deixebles favorits), Chokyi Gyeltsen, Desi Sangye Gyatso i moltes més. Les tres capelles internes són Jampa Lhakhang, Neten Lhakhang i Jigje Lhakhang. Una imatge de Maitreya de 6 metres d'altura es deïficava a Kampa Lhakhang instal·lada per vuit Bodhisattves, l'atresorat Kagyur i defensada per Hayagriva i Acala a l'entrada. Jigje Lhakhand alberga la imatge de Xiva amb el seu consort i Shridevi junt amb altres deïtats protectores.
En el segon pis, hi havia tres capelles: Zhelre Lhakhang on Maitreya es podia veure en relleu amb un petit Tsongkhapa en el seu cor; Tu.je Chenpo Lhakhand que tenia un Avalokiteshvara amb onze cares (trobada a Pawangka), Tara i sis Mahakala armats. L'ídol de Shakyamuni Duddha flanquejat per imatges de Gelukpa Lames es va col·locar a Shakyamuni Lhakhang. El tercer i quart pis eren usats com a apartaments privats pels Dalai-lames i els preceptors del Saló de l'Assemblea.

### Sera Me Tratsang

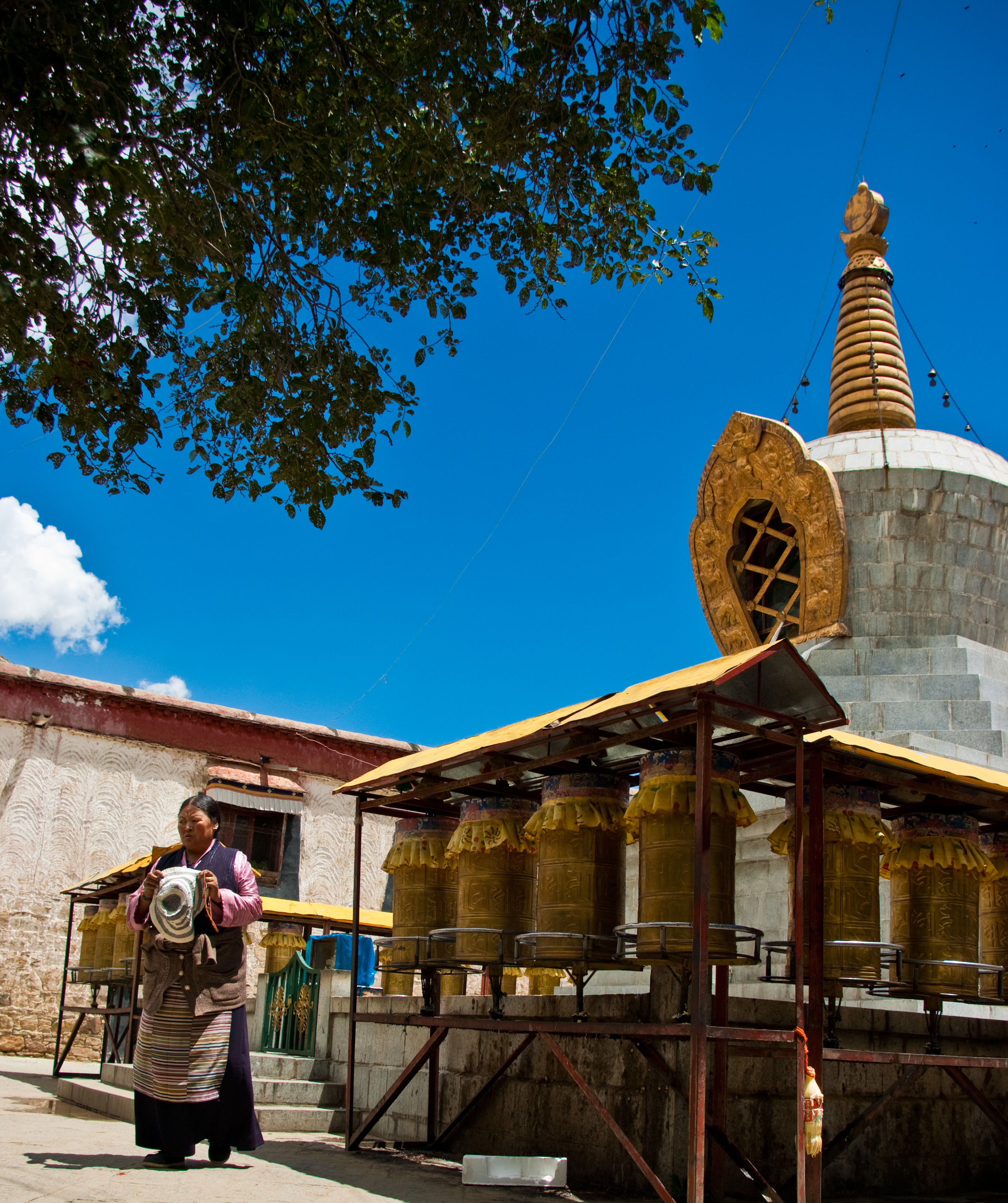
Monestir Sera

Sera Me Tratsang o Sera Me Zhakan és un dels col·legis més vells que van ser construïts. Es va establir el 1419 durant el regne de la dinastia Ming, inicialment per a educació bàsica o elemental de la religió budista. El col·legi va adoptar pas a pas l'acostament dels estudis de les doctrines budistes; una pràctica particular del Gelugpa del budisme tibetà. El col·legi es va construir sobre una àrea de 1.600 metres quadrats amb 30 unitats d'habitatge. No obstant això, el 1761, un llamp va caure sobre el saló principal, i va haver de ser reconstruït. Després de la reconstrucció, tenia 70 pilars, 8 alts i 62 curts, els quals albergaven una galàxia d'estàtues de gurus budistes amb la principal deïtat Shakyamuni Buddha feta de coure. Les altres Bodhisattvas que es deïficaven amb la deïtat principal eren Maitreya, Manjusri, Amatyas, Bhavishyaguru, Tsongkhapa (amb els seus estudiants), el Dalai-lama VII, Pawanga Rinpoche i diversos mestres del passat del col·legi.
El col·legi tenia cinc capelles amb una plètora d'estàtues i frescs: Tawok Lhakhang amb imatges de Tawok, deïtat protectora de l'est, el Je Rinpoche Lhakhang amb imatges de Tsongkhapa i Shakyamuni, el Neten Lhakhang amb imatges del Buddha dels tres temps en companyia de setze ancians representats a les seves coves a la muntanya, volums del text sagrat Prajnaparamita; el Jowokhang amb una gran imatge d'un Buda (reemplaçant una imatge de Miwang Jowo Shakyamuni) en conjunt amb vuit Bodhusattves, i els porters Hayagriva i Acala; i el Tsongkhapa Lhakhang, l'última capella a la dreta, amb diverses imatges: Je Rinpoche, Atisha, Dromtonpa, Dalai-lames I-III, Dalai-lama V, Jamchen Shakya Yeshe, Gyeltsen Zangpo (primer mestre de Sera), Kunkhen Jangchub Penpa (fundador de Sera Me) i moltes més.
El segon pis del col·legi tenia el Nyima Lhakhang on la imatge del Shakhyamuni Buddha era deïficat en conjunt amb Tuwang Tsultrim, i el Khangyur Lhakhang amb 1.000 imatges de Tara, les quals van reemplaçar textos sagrats que van ser destruïts durant la Revolució Cultural. El tercer pis estava reservat pels Dalai-lames.

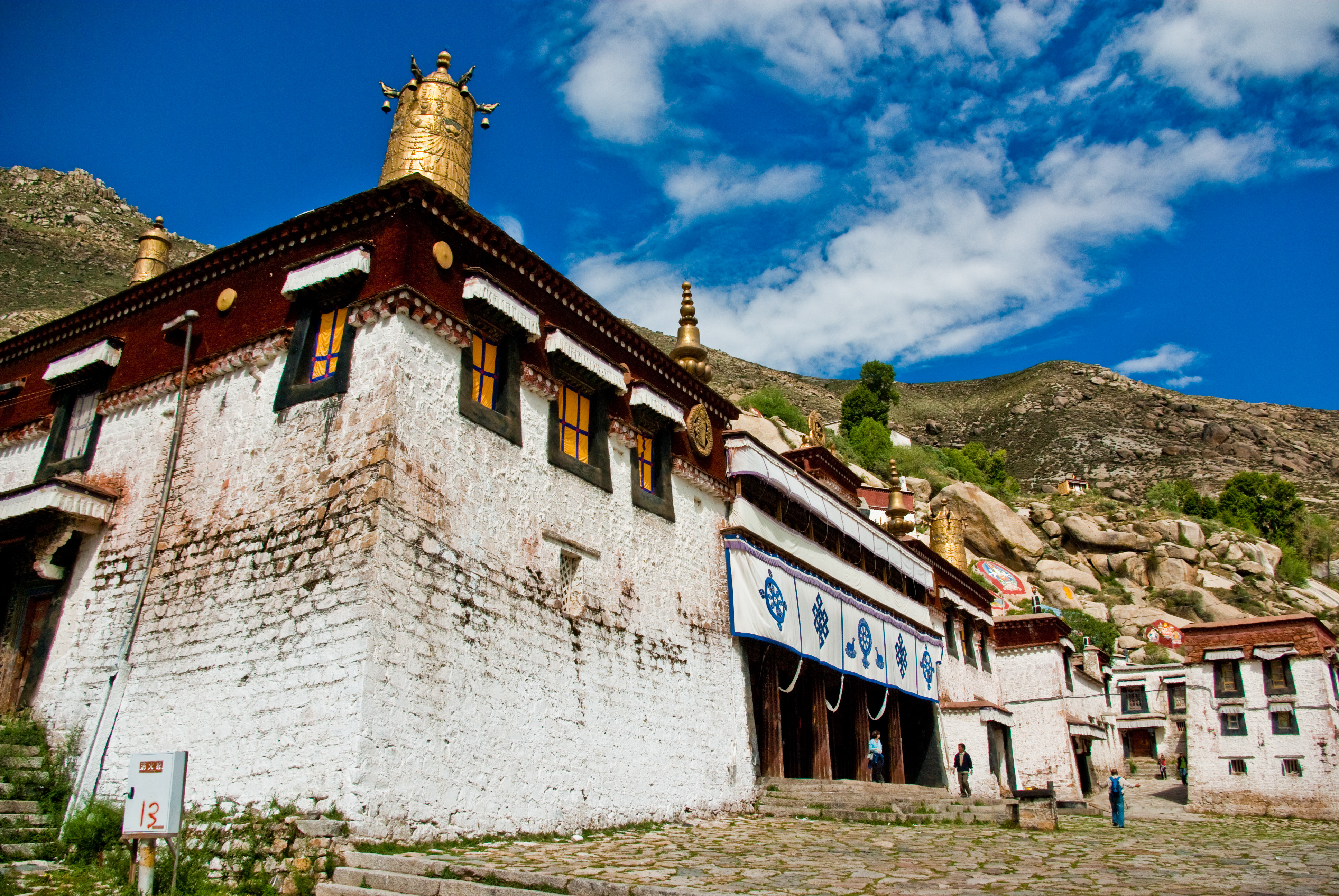
Monestir Sera

### Col·legi Sera Je
Sera Je Tretsang (Col·legi) o Zhekong, és el col·legi més gran del complex Sera, ocupant 17.000 metres quadrats. Era inicialment un edifici de tres plantes; es va afegir un quart pis al segle xviii en enfortir l'edifici amb un total de 100 columnes. Tenia una estàtua de Hayagriva (es deia que havia estat esculpida pel mateix Lodro Rinchen en bronze daurat) també coneguda popularment com a Avalokiteśvara, la qual és considerada la deïtat protectora del monestir.
Aquesta deïtat colèrica era adorada com dissipador d'obstacle amb poders curatius. Tokden Yonten Gonpo, adorava a aquesta deïtat primer i per mandat diví va iniciar al seu fill Kunkhepa en seguir aquesta tradició. Kunkhepa, amb la benedicció del Lama Tsongkhapa, va institucionalitzar el nom de Hayagriva o Tamdin Yangsang com la deïtat protectora suprema del monestir. El saló de l'assemblea del col·legi contenia frescs que representaven els assoliments de Buddha, els trons dels Dalai Lama i Panchen Lama; en la paret nord es podien observar stupes (reliquiaris) i imatges del Dalai Lama VIII i el Dalai Lama XIII, Reting Telkus II i IX, i Lodro Rinchen (fundador de Sera).
Les Capelles són: el Dusum Sangye Lhakang, que albergava estàtues de "Buddhas dels tres temps" i vuit Bodhistavas; el Tamdrin Lhakhang albergava la imatge principal de Hayagriva; el Jhampa Lhakhang contenia imatges de Maitreya, Mahakarunika amb onze cares, i Tsongkhapa amb els seus deixebles enmig d'una biblioteca; el Tsongkhapa Lhakhang amb imatges de Tsongkhapa amb els seus millors estudiants, els principals Lames de Sera Je, Nagarjuna i altres comentaristes budistes de l'Índia, els porters Havagriva i Acala; el Jampeyang Lhakhang al nord-est tenia dues imatges de Manjushri, un en Dharmacakramudra (posició d'ensenyament) mirant cap al Pati de Debat.
El segon pis del monestir en l'oest anomenat Zelre Lhakhang proveïa una vista de la principal imatge de Hayagriva en el pis d'abaix, i també una imatge petita de Hayagriva amb nou caps junt amb imatges de Padmasambhava, el 5° Dalai Lama i el protector de deïtats. Un pis més a dalt estava el Namgyel Lhakhang i en l'últim pis estaven les casernes de residència dels Dalai Lames i mestres de Sera Je.

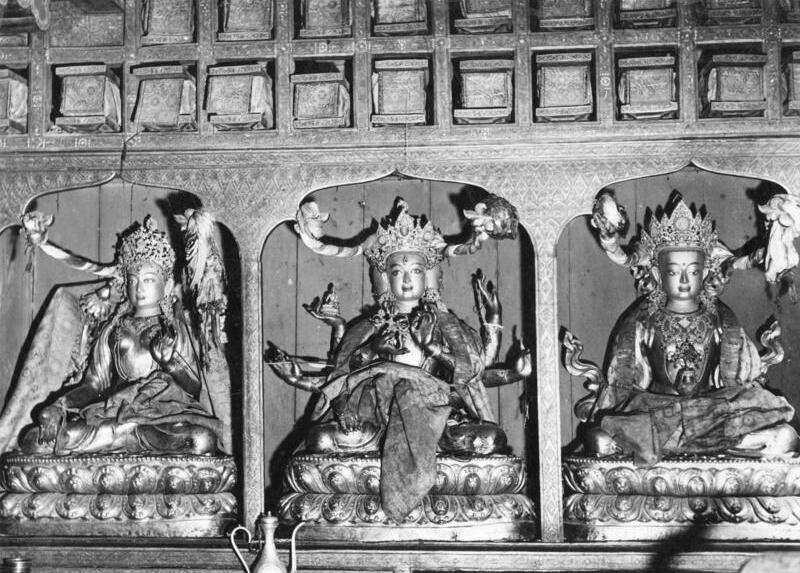
Imatges de les deïtats en la Capella de Sera.

### Ngakpa Tratsang
El Ngakpa Tratsang, també lletrejat Ngaba Zhacang, va ser el més petit dels col·legis que es van construir en el complex. Era un edifici de tres plantes originalment construït el 1419 per Jetsun Kunkhen Lodroe Rinchen Senge. Va ser restaurat al segle xviii per Lhazang Khan. Devot als estudis tàntrics, el col·legi tenia un saló d'assemblea amb dues capelles en la planta baixa. El saló de la assemblea va ser construït amb quatre columnes altes i 42 curtes amb capitells elegantment esculpits. La imatge principal al centre del saló era la de Jamchen Chojey amb un barret negre, el fundador del monestir. Es creia que l'emperador Yongle (1360-1424) va donar aquesta imatge a Sera. Altres imatges col·locades en el saló eren de Maitreya, Gyeltsen Zangpo (el primer mestre religiós de Sera), Pawangka Rinpoche, Tsongkhapa (amb els seus deixebles principals), el Dalai Lama XIII, Chokyi Gyeltsen i Lodro Rinchen (fundador de Sera Je). Les dues capelles albergaven diverses estàtues; en la capella Neten Lhakhang l'estàtua de Shakyamuni Buddha juntament amb imatges de 16 ancians en sèries dobles, les superiors fabricades amb l'estil tibetà i les inferiors en laca xinesa donada per l'emperador xinès; i la capella Jigje Lhakhang albergava la imatge de Bhairava del segle xv amb les de Mahakala, Yama, Shridevi i moltes altres. Mentre que el tercer pis era residència del Dalai Lama, el segon pis tenia imatges de Amitayus i també vuit 'Buddhas Medicinals' i stupes de Gyeltsen Zangpo i Jetsun Cokyi Gyeltsen. D'acord amb reports, aquest col·legi va ser destruït i tots els monjos residents van morir en el bombardeig de 1959.

### Homdong Khangtsang
Homdong Khangtsang, també lletrejat 'Kamcuns' en llenguatge tibetà, són els principals habitatges que albergaven als monjos del monestir; hi ha trenta tres Kamcuns al voltant del pati principal. La grandària dels Kamcuns variava depenent de la força de monjos que albergaven. Els monjos del mateix llogaret vivien junts; no obstant, a cada monjo se li donava una cel·la separada. Cada Kamcun tenia una sala per a l'estudi exclusiu de la doctrina budista i també una casa de te annexada. El saló principal de l'assemblea tenia imatges menors de Tsongkhapa, Choyi Gyeltsen, Shakhyamuni Buddha, les Tres Deïtats de la Longevitat, i altres dues capelles internes – el Jampakhang amb la imatge 'parlant' de Tara (protector dels manantials a Sera) i el Lama Tubten Kunga (qui va renovar Sera Me) i la capella Gonkhang amb la imatge de la deïtat protectora Gyelchen Karma Trinle.

#### Choding Khang
Choding Khang és una ermita situada just darrere del Gran Saló de l'Assemblea, en el pendent del pujol de Sera Utse. Aquí era on Je Tsongkhapa meditava. S'accedeix per un camí flanquejat per escultures acolorides de roca de Tsongkhapa, Jamchen i Dharma Tall (el protector). Va ser construït un nou edifici enlloc de la vella ermita, que va ser destruïda durant la revolució. Sota l'ermita està el Col·legi Superior Tàntric (Gyuto) i el Col·legi Inferior Tàntric (Gyu-em) de Lhasa. Més amunt el pujol porta a unes coves on Tsongkhapa meditava.

## Ermites i convents
El Monestir Sera que va esdevenir a través dels segles en un lloc de renom d'aprenentatge, i que entrenava centenars d'escolars que obtenien nom i fama en les nacions budistes, té sota la seva afiliació 19 ermites, incloent quatre convents, situats al peu dels pujols damunt de Lhasa. Els convents establerts són el Convent Chupzang, el Convent Garu, el Convent Negodong i el Convent Nenang. Algunes de les monges d'alguns dels convents van mantenir protestes en contra del domini xinès, i com a resultat van sofrir encarnació i humiliacions. 

### Ermites

#### Ermita Pabongkha
| Ermita Pabonka |  | Ermita Pabonka |
| Ermita Pabonka |  |                |

L'Ermita Pabonka (pha bong kha ri khrod), la més gran i important està localitzada a 8 quilòmetres de Lhasa a la Vall Nyang bran sobre el pendent de la muntanya Parasol.
Té més d'1.300 anys, i es remunta a Songtsen Gampo, el fundador de l'Imperi Tibetà A pesar que originalment era un castell, els Annals Tibetans han revelat que Pabonka va ser convertit en un monestir possiblement sota el regnat del segon gran rei budista del Tibet, Trisong Detsen. Detsen, amb Padmasambhava i els primers set monjos del nou Imperi Tibetà, solien meditar en l'ermita i es va convertir en un dels primers monestirs budistes del Tibet, possiblement fins i tot d'abans de Jokhang. El monestir original de nou plantes va ser parcialment destruït pel rei Langdharma el 841 abans de la nostra època durant la seva campanya per destruir el budisme monàstic; va ser reconstruït el segle xi com una estructura de dues plantes que albergava 200 monjos.
Je Tsongkhapa (1357-1419) va viure en el lloc com a ermità. Eventualment es va convertir en una institució escolar. El cinquè Dalai Lama va ser conegut per tenir-li afecte al monestir i va finançar la construcció d'un pis superior.
Abans de 1959, Pabonka era independent del Monestir Sera, i a partir de 1960 fins a mitjans dels anys 1980 estava controlat pels xinesos. 

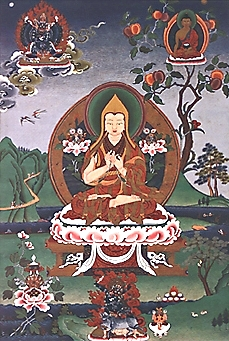
Je Tsongkhapa, qui va viure per algun temps com a ermità a Pabonka

Aquest temple és reconegut pels seus múltiples santuaris, i el mantra daurat i blau tallat en el passadís, inscrit amb les paraules: "Salutació a la joia en el lotus". Un nombre de relíquies de pedra van ser enterrades durant la Revolució Cultural però quan els monjos de Sera van restaurar l'ermita, van excavar les relíquies i van restaurar la majoria d'elles. El santuari principal està situat en el temple i representa Chenresig, Jampelyang i Chana Dorje, els anomenats "la trinitat Rigsum Gompo" per la que el temple pren el seu nom. Damunt del pujol de l'ermita està la cova Palden Lhamo, coneguda per haver estat una càmera de meditació de Songstan Gampo i conté estàtues d'ell, les seves dues esposes i una escultura de roca de Palden Lhamo, la protectora.
L'ermita té la seva pròpia tradició de rituals amb cicles mensuals i anuals. El més important dels rituals anuals són els de dejuni Avalokiteśvara de sis dies (tres sèries de dos dies) que tenen lloc durant les celebracions del Nou Any Tibetà (Losar), els rituals de dejuni Avalokiteśvara de setze dies (vuit sèries de dos dies) que tenen lloc durant el quart mes tibetà, i un ritual i altres esdeveniments que es fan durant la peregrinació "Sisè-mes, Quart-dia".

#### Ermita Drakri
Drakri (brag ri ri khrod), també coneguda com a Ermita Bari (sba ri ri khrod) es troba al voltant de tres quilòmetres al nord i lleugerament a l'est del centre de Lhasa. Drakri, que es creia havia estat fundada per l'abat de Pha bong kj al segle 18, va ser usada com un refugi de meditació per Klong rdol bla ma ngag dbang blo bzang (1719-1794), un conegut escolar de la Casa Regional Lhopa (Lho pa khang tshan) del Col·legi Jé (Grwa tshang byes). L'ermita Drakri tenia control sobre el Convent Garu des del principi de la seva història i supervisava l'entrenament de les monges Garu fins a 1959. El 1959, els monjos de l'ermita van ser desallotjats i l'ermita es va convertir en la presó Drapchi, que va guanyar reputació per ser una de les institucions penals més severes manejades pels xinesos en el Tibet.
Avui dia, l'ermita, parcialment destruïda, té cinc seccions principals; un complex principal al voltant d'un pati central amb un temple, cuina, i alguns de les casernes de residència dels monjos, un extens complex de terrasses al sud del temple principal, que abans de 1959 servia com a cambres de reunió i les casernes de residència dels treballadors i administradors de l'estat Drakri Lama, un edifici que ha servit com les residències dels vuit monjos ordenats, els qui formaven el nucli ritual de la comunitat monàstica, un estable per mdzo, un híbrid de iac i vaca, i diverses cabanyes. El temple principal conté estàtues del Guru Rinpoche, diverses deïtats tàntriquess i un model tridimensional del palau celestrial del Guru Rinpoche, la Gloriosa Muntanya Rogenca (Zangs mdog dpal ri).

#### Ermita Jokpo
Les ruïnes de l'ermita Jokpo (jog po ri khrod) estan situades en l'extrem oest de la Vall de Nyang Bran. L'antiga propietat de l'Estat Jokpo Lama abans de la invasió xinesa el 1959, originamente servia com un retir de meditació d'un monjo anomenat Jog po rin po che del Col·legi Sera Mé. El monjo era un gran meditador i d'acord amb la tradició, després que va morir, el seu cos va romandre en estat de perpètua meditació i va ser mantingut dins del temple de la Casa Regional Zhungpa on els monjos van reportar que el seu cabell i ungles van continuar creixent encara després de la seva mort.

#### Ermita Keutsang

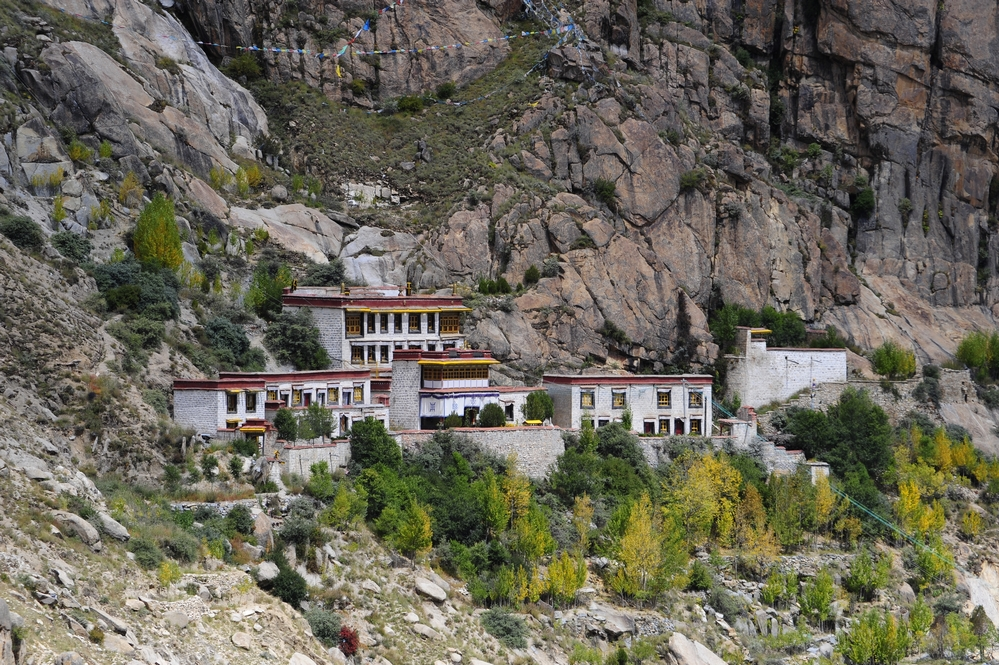
Ermita Keutsang

L'Ermita Keutsang (Ke’o tshang ri khrod) era una ermita en una cova habitada pel gran guru tibetà Tsongkhapa. La cova original va col·lapsar en un lliscament de terra i el complex va ser reconstruït i ajuntat amb les ruïnes de l'ermita Oest Keutsang en una ubicació més segura. Com existeix ara, Keutsang està localitzada a l'est de Sera sobre la faldilla d'un pujol a dalt del cementiri principal de Lhasa. Rakhadrak està localitzada sota aquesta ermita, dins d'un interval proper. És també part del Circuit Circumvalant de la Muntanya Sera (es ra'i ri 'khor) que els pelegrins han recorren durant les celebracions del "Sisè-Mes, Quart-Dia" (drug pa tshe bzhi). El monjo oficial de l'ermita adquiria instantàniament l'estatus de monjo de la Casa Regional de Hamdong (Har gdong khang tshan) del Col·legi Jé. El monestir també observa totes les pràctiques de rituals.
Alguns aspectes especials del complex del temple són: la creença que Maitreya (Byamspa) assegura el renaixement per tots aquells les restes dels qui siguin portats al cementiri sota Keutsang i també es creu que rajos de llum són intercanviats entre la imatge de Maitreya d'aquí i la Capella de Maitreya en l'extrem nord de Barskor a Lhasa.
Durant la revolució cultural el 1959, l'actual i cinquena encarnació de Keutsang (Keutshang sku phreng inga pa) va ser empresonada per un temps i després va buscar asil a Índia el 1980.
L'ermita va ser destruïda durant la revolució cultural. La reconstrucció va començar gràcies a un antic monjo de l'ermita el 1991 i va ser completada el 1992. L'ermita reconstruïda alberga 25 monjos.

#### Ermita Keutsang Est

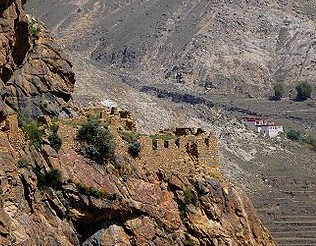
Ruïnes dels 16 Arhats de Keutsang

L'ermita Keutsang Est (ke’o tshang shar ri khrod) és una petita ermita que es troba en les ruïnes entre Keutsang Oest (Ke'o tshang nub), part de l'ermita Keutsang i l'ermita Purchok. Consistia en un saló d'assemblea i les casernes dels monjos. Era famosa per la imatge divina de Avalokiteśvara, qui beneïa als morts enterrats en el seu cementiri. Hi havia deu monjos residents. No obstant, avui dia no hi ha plans de reconstruir l'ermita a causa de la falta de fons.

#### Ermita Keutsang Oest
L'Ermita Keutsang Oest està també en ruïnes i avui dia l'Ermita Keutsang s'ha construït a un costat de les seves ruïnes.

#### Ermita Khardo
L'Ermita Khardo (Mkhar rdo ri khrod) és una ermita històrica de la Vall Dodé, al nord-est de Lhasa i del Monestir Sera; reb el seu nom en honor de la deïtat local (gnas bdag) coneguda com a Mkhar rdo srong btsan. El seu entorn és un ossari ideal per realitzar rituals tàntrics. L'ermita, coneguda com la "estada dels sants", està envoltada de muntanyes per tres costats, amb noms divins com 'Muntanya de l'Ànima dels Buddhas de les Cinc Famílies (Rgyal ba’i rigs lnga bla ri)' per a un grup de pujols darrere del monestir, 'Muntanya de l'Ànima de Cakrasamvara (Bde mchog bla ri) ' i 'Pic de la Deïtat del Naixement (Khrungs ba’i lha ri or ’Khrungs’ fro)' el pujol del costat esquerre de l'ermita. Una cova de l'indret és coneguda pel nom de 'Cova dels Oferiments (Brag mchod sa)', i és in, es diu va ser trobada una còpia de les sagrades Escriptures (Bja'gyur). Diverses llegendes locals narren la troballa de l'ermita a les mans de Bzod pa rgya mtsho, qui va viure en la cova sota la direcció d'una deïtat local. Va ser establerta el 1706. L'ermita, ara en ruïnes, va ser construïda originalment en tres nivells: el nivell inferior era l'ermita o el recinte principal, el nivell mitg era conegut com la Residència Superior (Gzims khang gong ma) i el nivell superior era el Temple dels Setze Arhats (Gnas bcu lha khang). El setè Dalai Lama, qui era un estudiant, va recolzar totalment a Bzod pa rgya mtsho per construir el primer temple (Temple dels Setze Arhats) i també una residència per a la seva estada durant les seves visites a l'ermita, que es va arribar a conèixer com la 'Residència Superior'. La reverència del Dalai Lama per aquest guru era tan profunda que quan Bzod pa rgya mtsho va morir, va realitzar els últims ritus per ell i va manar instal·lar una stūpa funerària i una estàtua. El segon Bzod pa rgya mtsho també va tenir una excel·lent relació amb el vuitè Dalai Lama, Jampel Gyatso (Dona lai bla dt. sku phreng brgyad pa ’jam dpal rgya mtsho). Aquesta forta relació va resultar en la construcció de dos monestirs més com a monestirs satèl·lit.

#### Ermita Panglung
L'ermita Panglung (spangs lung ri khrod) està situada a la vall al nord-est i costa avall de Phur Icog. Panglung jeu completament en ruïnes encara que alguna vegada va ser un gran temple. Es va intentar renovar el 1990 però va haver-hi oposició per part de la població local perquè el lloc havia estat associat amb una deïtat protectora controversial.

#### Ermita Purbuchok

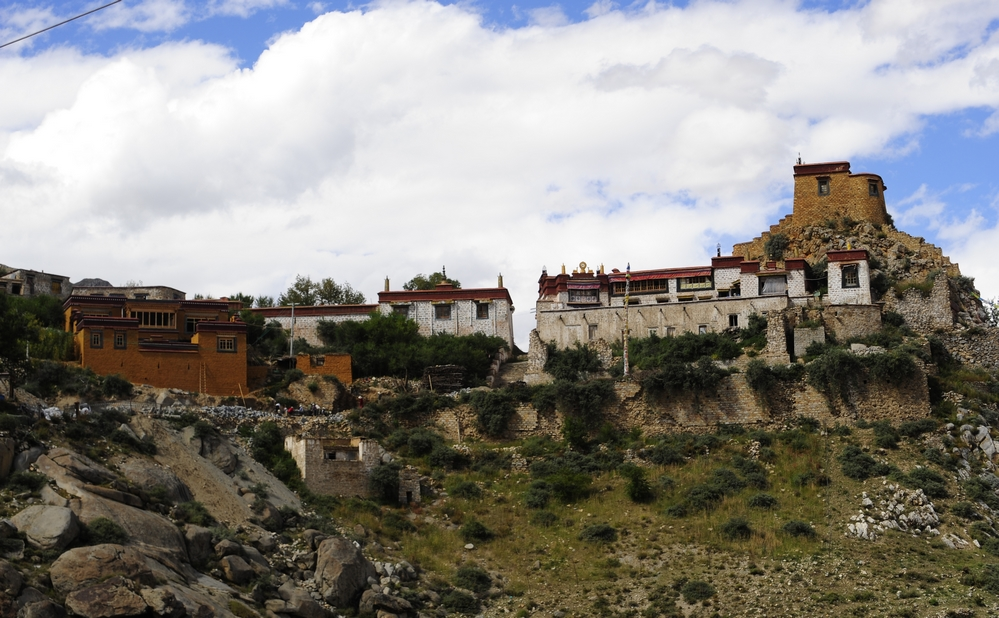
Ermita Purbuchok

L'Ermita Purbuchok (Phur bu icog ri khrod) està situada en el suburbi de Lhasa anomenat Dog bde. És l'última ermita a ser visitada en el circuit de pelegrinatge del "Sisè-Mes, Quart-Dia" (drug pa tshe bzhi). Els pujols al voltant del monestir han rebut etiquetes dels tres protectors del paradís diví, Avalokiteśvara, Mañjuśrī i Vajrapāni. També és identificada amb les sis síl·labes del mantra diví (sngags) "Om Mani Padme Hum".
La història de l'ermita es remunta al segle IX quan Padmasambhava (Padma 'byung gnas) meditava aquí. La cova principal on ell feia la seva penitència es coneix com la 'Caverna de Docung Chongzhi (Rdo cung cong zhi'i phug pa)'. A través dels segles, el monestir ha vist diversos actors principals de l'ordre tibetana monàstica jugant un rol en la seva construcció. Aquest és el cas de Zhang 'gro ba'i mgon po gvu brag pa (1123-1993), Ma cig lab sgron, Sgrub khang dge legs rgya mtsho's (1641-1713), Ngawang Jampa (Phur lcog sku phreng dang po ngag dbang byams pa, 1682-1762) i Pa chen blo bzang ye shes (1663-1737). Membres de la família real com la reina Tsering Trashi (Rgyal mo tshe ring bkra shis) i el rei tibetà Pho Iha nas (1689-1747) també van brindar suport a les activitats de l'ermita. No obstant, la fase més significativa del desenvolupament va ocórrer durant la vida de la tercera encarnació Purchok, Lozang Tültrim Jampa Gyatso (Phur lcog sky phreng gsum pa blo bzang khrims byams pa rgya mtsho), qui va ser el mestre del 13° i 14° Dalai Lama.
La Revolució Cultural de 1959 va causar la total destrucció de l'ermita. Des de 1984, amb aprovació del govern local, la fase de la reconstrucció ha començat i l'ermita està sent restaurada substancialment a la seva glòria passada.

#### Ermita Rakhadrak

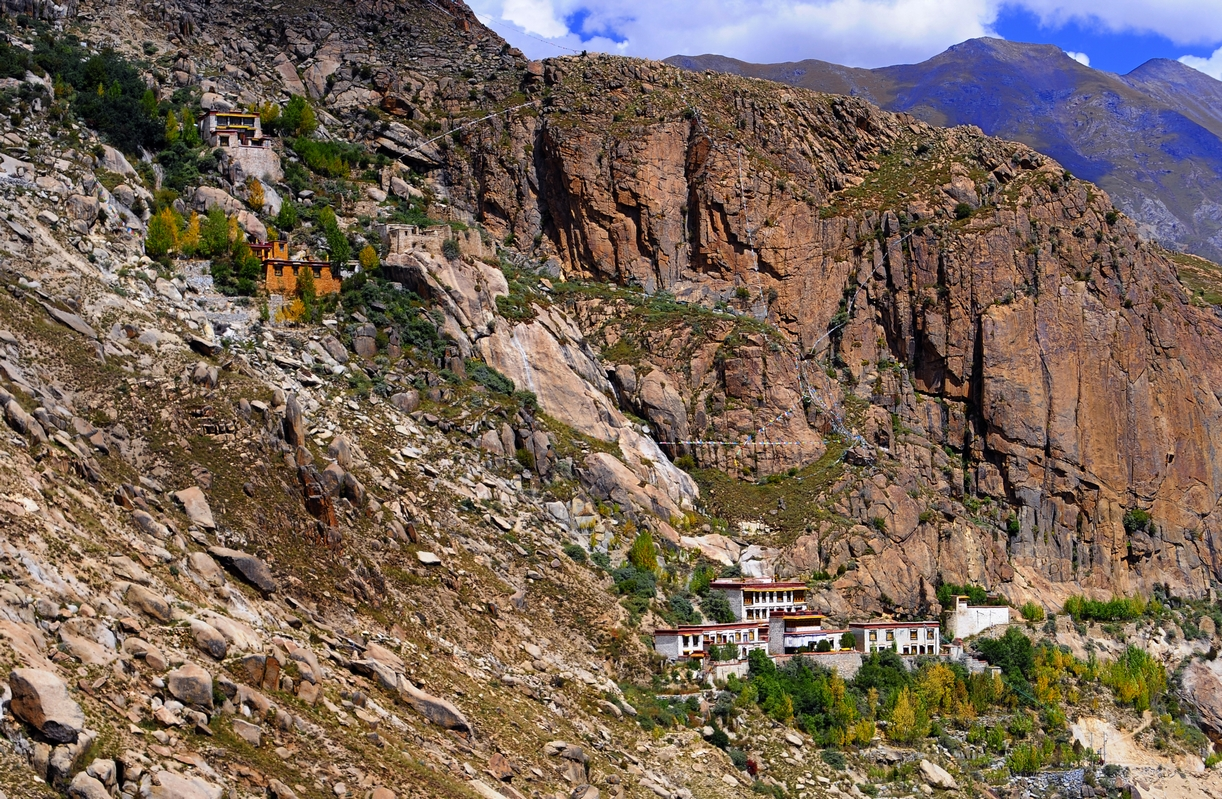
Ermita Rakhadrak

L'Ermita Rakhadrak (Ra kha brag ri khrod) és una ermita històrica pertanyent al monestir Sera. Està localitzada al nord-est de Sera i al nord de Lhasa. La mare del cinquè Dalai Lama (Dona lai bla ma sku phreng Inga a) va ser la seva benefactora, sota el seu patrocini, el complex del temple superior es va construir com un monestir formal. L'ermita va ser destruïda durant la revolució cultural en 1959. El 1980, Sera va prendre control del complex de l'ermita encara que l'activitat per a la seva reconstrucció ha estat esporàdica i no es duen a terme rituals monàstics.

#### Ermita Sera Chöding
L'ermita Sera Chöding (Es ra chos sdings ri khrod) era un col·legi tàntric (rgyud smad grwa tshang) abans de la Revolució Cultural en 1959. Situada prop de Sera i de cara al sud, té una casa de retir construïda per al Tsongkhapa, on hi ha una imatge del mural de Tsongkhapa en una paret, coneguda com l'estàtua parlant (gsung byon dt.). Era l'ermita favorita del Tsongkhapa i on passava un temps substancial. Aquí va compondre la seva obra "El Gran Comentari sobre Prajñāmūla (Rtsa shes Dīk chen)" i va cedir els seus ensenyaments tàntrics a Rje shes rab seng ge (1383-1445), el fundador dels col·legis tàntrics.

#### Ermita Sera Gönpasar
Sera Gönpasar (es ra dgon pa gsar ri khrod) deriva del nom tibetà dgon a gsar que significa «nou monestir». Avui jeu completament en ruïnes però l'ermita pertanyia al 'blas mas' de la línia d'encarnació Dgon pas gsar i va ser establerta com una ermita Dge lugs per la primera encarnació Gönpasar, Ngawang Döndrup. L'ermita era portada per tretze monjos completament ordenats abans de la seva destrucció el 1959. Alguns fonaments i fragments de parets encara queden dempeus, incloent algunes escultures de roca i una gran stupa.

#### Ermita Sera Utsé

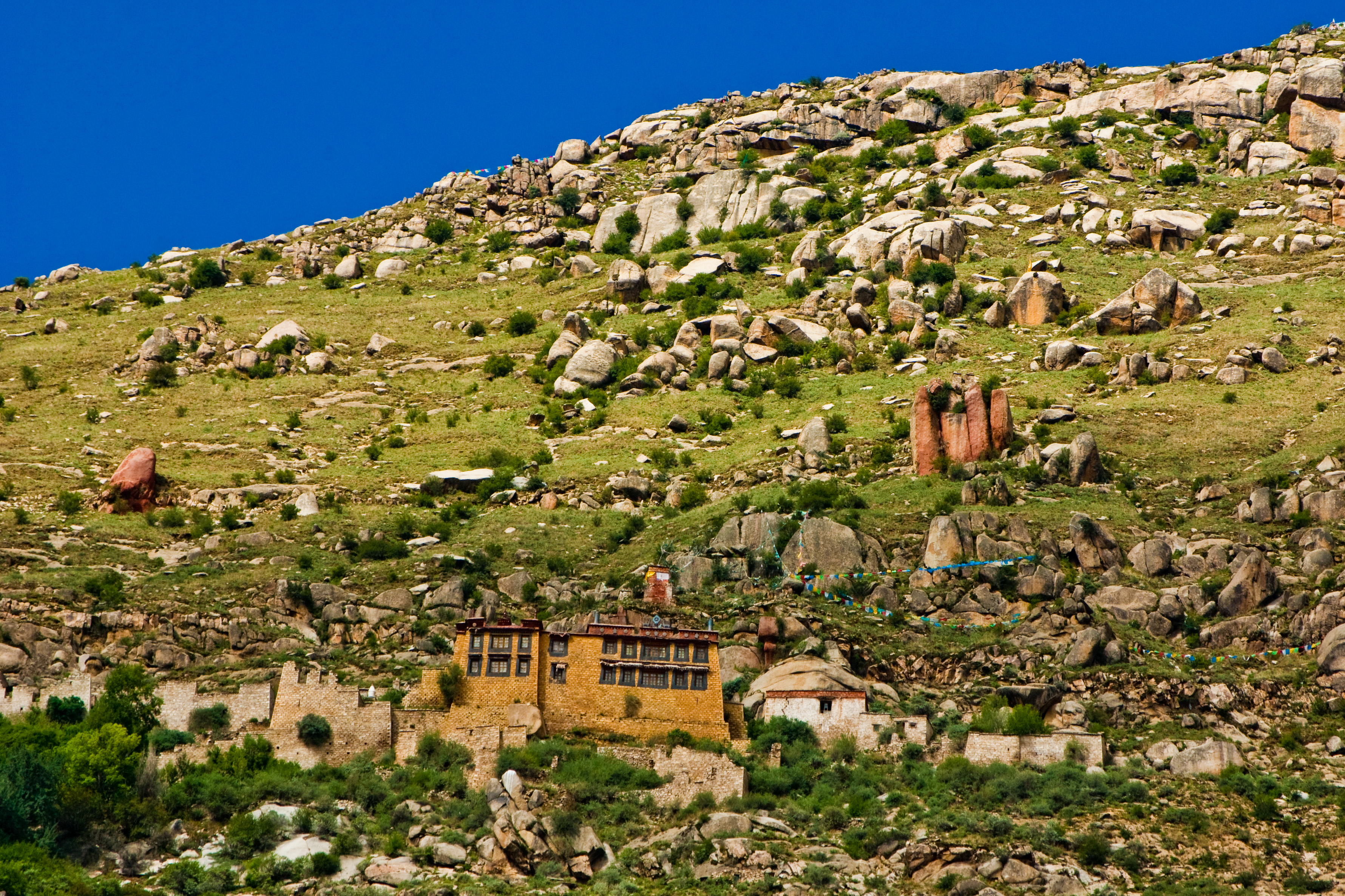
Ermita Sera Utsé

Sera Utsé (es ra dbu rtse ri khrod), o Pic Sera, està localitzat sobre la muntanya directament darrere del monestir Sera, a una hora i mitja a peu del complex principal. És, suposadament, molt més antic que Sera Gompa. D'acord amb la tradició, en el lloc hi havia una de les cabanyes de meditació de Tsongkhapa (1357-1419) i Sgrub khang dge legs rgya mtsho (1641-1713) tenia la reputació de meditar aquí a la fi del segle disset o principis del segle divuit.
Històricament el monestir tenia una grandària substancial però després de la destrucció a les mans dels xinesos en 1959, es va reduir dràsticament i només una secció es va reconstruir. Sera Utsé té una capella de dos nivells i les casernes dels monjos amb una magnífica vista de la ciutat de Lhasa. Hi ha un santuari protector per Pehar i Shridevi. Un petit saló d'assemblea roman dempeus, on es creu hi havia una gran estàtua de metall de Vajrabhairava (Rdo rje ’jigs byed), una gran estàtua de Yamāntaka Ekavīra, estàtues de Buddha i els setze Arhats, una estàtua parlant de Tārā (Sgrol ma), grans imatges de Tsongkhapa i els seus dos deixebles, i estàtues del bla mas de la línia de l'encarnació de Drupkhang (Sgrub khang sprul sku). Avui dia, el saló està habitat per tres monjos però no s'usa com centre de culte.

#### Ermita Takten
Takten (Rtags bstan ri khrod) està situada a l'est de l'ermita Trashi Chöling i al nord-est de Sera. D'acord amb la llegenda, Dg lugs pa bla ma, Pha bong kha bde chen snying po (1878–1941) en una visita a aquesta àrea per trobar un lloc per a la seva ermita, va veure un corb i va parlar amb ell. Va interpretar això com un 'senyal revelat' per construir la seva ermita aquí. L'ermita consisteix en la seva majoria de coves amb fascia a les seves entrades. Pertany a l'estat de Pabongkha Lama (Pha bong kha bla brang).

#### Ermita Trashi Chöling
Trashi Chöling (Bkra shis chos gling ri khrod) que significa «El Lloc del Dharma Auspiciòs» està situada a 3 quilòmetres de Sera sobre els pujols al nord-oest. L'ermita, de cara al sud, és part de la peregrinació Circuit Circumvalant de la Muntanya Sera (es ra ri ’khor). Va ser gairebé destruïda durant la Revolució Cultural, i es va reconstruir durant els anys 1990. L'ermita és ara part de l'estat Pabongkha Lama, la present encarnació, i està declarada com una institució funcional autònoma amb un vassallatge mínim a Sera.

### Convents

#### Convent Chupzang

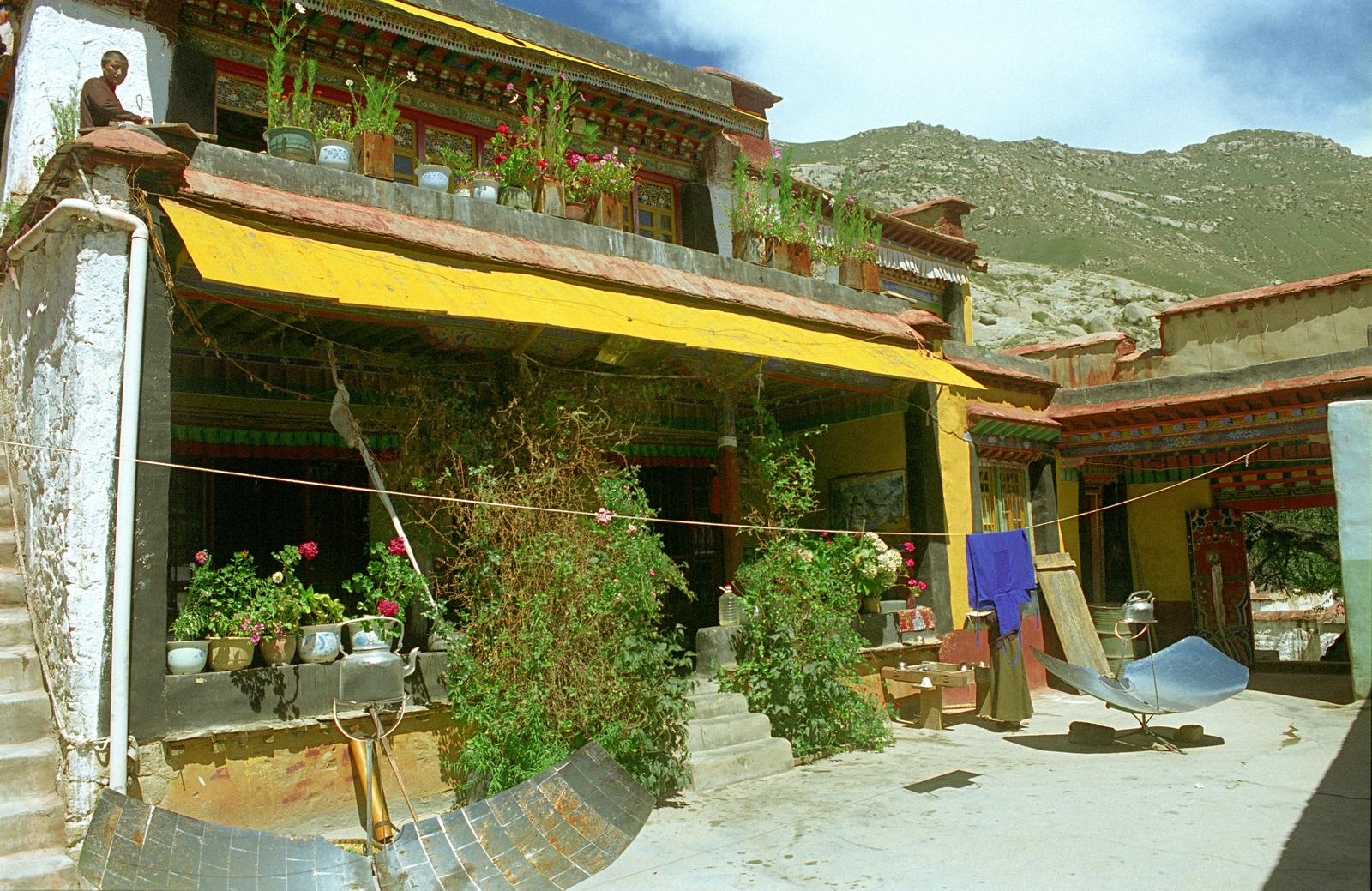
Convent Chubzang

Es creu que l'ermita va ser fundada per Phrin les rgya mtsho, regent del Tibet de 1665 fins a la seva mort, que va ser estudiant del Cinquè Dalai Lama i va demanar el seu permís per construir l'ermita per a un rang de sis a setze monjos a les faldilles dels pujols a dalt del seu nadiu Nyangbran i va convidar al Cinquè Dalai Lama a realitzar una «recerca del lloc» (sa brtag) per determinar la localització més auspiciosa on es podria construir el monestir. La inversió inicial del monestir està acreditada al nebot de Phrin les rgya mtsho, Sde srid sangs rgyas rgya mtsho, al voltant de l'any de 1696.
El 1959, el lloc va començar a ser usat com un retir religiós de la comunitat pels ancians Lhasans, que van construir petites cabanyes on podien viure els últims anys de les seves vides realitzant intensives pràctiques budistes. Les monges van començar a renovar el lloc el 1980 i van fundar el convent actual el 1984. Des de llavors ha crescut fins a convertir-se en un dels més grans convents a la Vall de Lhasa. Les cases són propietats individuals de les monges, però el convent té un cos administratiu i un lloc per a reunió comunal.

#### Convent Garu
El Convent Garu està localitzat al nord de Lhasa. El segle xi Pha dam pa sangs rgyas, el preceptor budista, va visitar la locació, va nomenar el lloc 'Garu' i va ordenar que havia de ser un convent i no un monestir per a monjos, basant-se en els esdeveniments profètics que van ocórrer durant la seva visita al lloc. La fama del convent en els anys recents és gràcies al paper que algunes de la monges han jugat en organitzar demostracions de silenci en contra del domini xinès buscant la llibertat del Tibet. Moltes de les monges protestants van ser arrestades, empresonades, tractades brutalment i posades en llibertat després d'una perllongada detenció.

#### Convent Negodong
El Convent Negodong, una ermita històrica, està localitzat en el suburbi Dog bde de Lhasa, al nord-est de Sera i de Lhasa. Es creu que originalment va ser un retir dels escolars budistes del Col·legi Sera Jé (Grwa tshang byes) de la Casa Regional Gomdé. Va ser fundada com un monestir amb disset monjos però més tard assignat, el 1930, per a ús exclusiu d'un convent per proveir seguretat personal a les monges i els monjos van ser portats a Gnas nang, la llar original de les monges.

#### Convent Nenang
El Convent Nenang (Gnas nang dgon pa) està localitzat a l'est del Convent Negodong (Gnas sgo gdong dgon pa) en la prefectura de Lhasa. Està associat amb Padmasambhava, qui es diu meditava en dues coves properes el segle ix. La fundació de l'ermita com un convent està acreditat a un monja, interpretada com a Dakini, pel nom Jetsün (o Khachö) Dröldor Wangmo (Rje btsun nam mkha’ spyod sgrol rdor dbang mo.

## Debats
| Monjos debatent i gesticulant. |  | Monjos debatent i gesticulant. |
| Monjos debatent i gesticulant. |  |                                |

Els debats entre els monjos de doctrines budistes són una part integral per al procés d'aprenentatge en els col·legis del complex del monestir Sera. Això facilita la millor comprensió de la filosofia budista per obtenir nivells més alts d'estudi. Aquesta exemplar tradició de debat suplementada amb gestos, que es diu és exclusiva d'aquest monestir, es fa d'acord amb un programa tots els dies en un 'Pati de Debat' del monestir.